# Eddington (satellite)
 (janvier 2025).
La mission Eddington est un projet de l'Agence spatiale européenne (ESA) qui a pour but de rechercher des planètes ressemblant à la Terre. Cependant, ce projet a été abandonné en 2003. Il a été nommé ainsi en raison du nom du célèbre astronome Arthur Eddington, qui a enfoncé une grande partie de la théorie moderne de l'atmosphère stellaire et de la structure stellaire, popularisées par les travaux d'Albert Einstein en anglais. Il les a appuyées par le premier test  de lentille gravitationnelle de la Théorie de la relativité générale et a fait la première contribution à cette théorie. Cette mission était originellement prévue pour l'année 2008, mais elle a été annulée. Le site internet de l'ESA l'annote désormais du statut « Annulé ».